# Kifaya

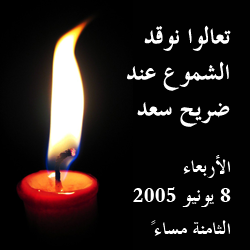
Плакат руху Кифая

Kifaya (араб. كفاية. ; також Kifaja і Kefaya; [kefæːjæ] ; Повна назва: el-Haraka el-masriyya min agl et-taghyir) — масовий рух в Єгипті. Був заснований у Каїрі в 2004 році як рух за чесні вибори президента Єгипту, посаду якого впродовж попередніх 23 років обіймав Хосні Мубарак. Одним з лозунгів руху стало гасло «Кифайя!» (єгипетська арабська: «Годі!»), що означало заклик до припиненню повноважень тогочасного Президента Єгипта. Рух підтримувався широкою коаліцією представників лівих поглядів і середнього класу, світських суспільних верств і членів релігійно-політичного руху «Братів-мусульман». У грудні 2004 року рух провів першу демонстрацію із закликом до відставки Мубарака. У квітні 2005 року відбулися демонстрації у 15 містах, у тому числі в Луксорі і Каїрі. За різними даними, були побиті та тимчасово арештовані від 45 до понад 75 осіб. На демонстраціях були представлені такі лозунги, як «Зупинити корупцію» та «Геть Мубарака»
Після того, як Мубарак був офіційно переобраний у вересні 2005 року, з результатом 88,6 % голосів, а репресії проти руху продовжилися, рух втратив активність. Але він вважається важливим попередником революції в Єгипті у 2011 році.